# Vieux Chaillol
Il Vieux Chaillol (3.163 m s.l.m. ) è la montagna più alta del Massiccio del Champsaur nelle Alpi del Delfinato. Si trova nel dipartimento francese delle Alte Alpi.
La via di salita più facile alla vetta della montagna si snoda lungo il versante sud.